# Rudgea trujilloi
Rudgea trujilloi är en måreväxtart som beskrevs av Julian Alfred Steyermark. Rudgea trujilloi ingår i släktet Rudgea och familjen måreväxter.
Artens utbredningsområde är Venezuela. Inga underarter finns listade i Catalogue of Life.